# Saeeda Etebari
Saeeda Etebari és una dissenyadora de joies afganesa.
Es va quedar sorda quan només tenia un any, a causa d’una meningitis cerebral que va contraure en un camp de refugiats. Es va graduar en l'escola per a sords que el seu pare havia ajudat a fundar i va rebre formació en disseny de joies a l'Institut Feroz Koh de Kabul, que imparteix formació en arts i arquitectura afganeses.
La joiera treballa en un entorn doblement hostil, en un país on les persones amb discapacitat tenen molt poques oportunitats i on la seva professió està dominada pels homes. Des de la captura de Kabul pels talibans l’agost de 2021, les condicions són encara més extremes. Segons les seves paraules, «Ara les dones estan a l'atur i només els homes poden treballar. Ara el règim ha canviat, les meves esperances d'un futur millor per a l'Afganistan s'han convertit en desesperació».
Les seves joies són de plata de llei, llautó i xapa d’or, combinats de vegades amb pedres precioses, materials amb els quals crea peces estructurals. S’inspiren en els estils tradicionals del seu país d’origen i empra gemmes locals.
Saeeda Etebari ven part de la seva producció a través d’Ishkar, un mercat en línia especialitzat en la venda d’artesania procedent de països devastats per la guerra. Les seves creacions es van exposar el 2017 a l'Smithsonian American Art Museum de Washington, i també s’han exhibit al Palau de Buckingham.
El desembre de 2021, Saeeda Etebari va ser una de les 46 dones afganeses que es van incloure en la llista 100 Women de l'emissora BBC, que cada any inclou 100 dones inspiradores i influents de tot el món.